# Čakovec
Čakovec (tyska: Csakathurn eller Tschakathurn, ungerska: Csáktornya) är en stad i nordvästra Kroatien, nära gränsen till Slovenien och Ungern. Čakovec är residensstad i Kroatiens minsta län, Međimurjes län. 

## Historia
Enligt en rapport från nollhundratalet skriven av den grekiske historikern Strabon låg det en romersk militär utpost vid namn Aquama vid platsen för dagens Čakovec. Namnet Čakovec kommer ursprungligen från den ungerske adelsmannen Dimitrius Csákys efternamn. Under 1200-talet lät han uppföra en fästning som senare fick namnet Csáks torn (kroatiska: Čakov toranj). 1350 övertogs fästningen av den kroatisk-ungerska adelsfamiljen Lacković men det var först 1547 då adelsfamiljen Zrinski övertog fästningen och flera andra ägor i staden och området som Čakovec fick en märkbar ekonomisk tillväxt. Familjen kom att dominera staden under flera århundraden och Čakovec är idag starkt förknippad med familjen Zrinski. Det är av denna anledning som Čakovec bär smeknamnet grad Zrinskih (Zrinskis stad) i Kroatien. 

## Kommunikationer
Vid Čakovec finns anslutningsväg till motorvägen A4 som i sydvästlig riktning leder mot Varaždin, Ludbreg och huvudstaden Zagreb. I östlig riktning leder den mot den ungerska gränsen.

## Sevärdheter
Gamla borgen Čakovec vars äldsta delar är från 1200-talet rymmer idag stadsmuseet som är öppet för besökande.